# 里港鄉
22°46′45″N 120°29′40″E / 22.7791661°N 120.4944920°E
里港鄉位於台灣屏東縣西北端，北鄰高雄市美濃區，西及西北鄰高雄市旗山區，東鄰高樹鄉，東南連鹽埔鄉，南接九如鄉。本鄉位處屏東平原之上，地勢平緩，荖濃溪與隘寮溪流經鄉境，並合流為高屏溪，氣候上則屬熱帶季風氣候。

## 歷史

### 發展沿革

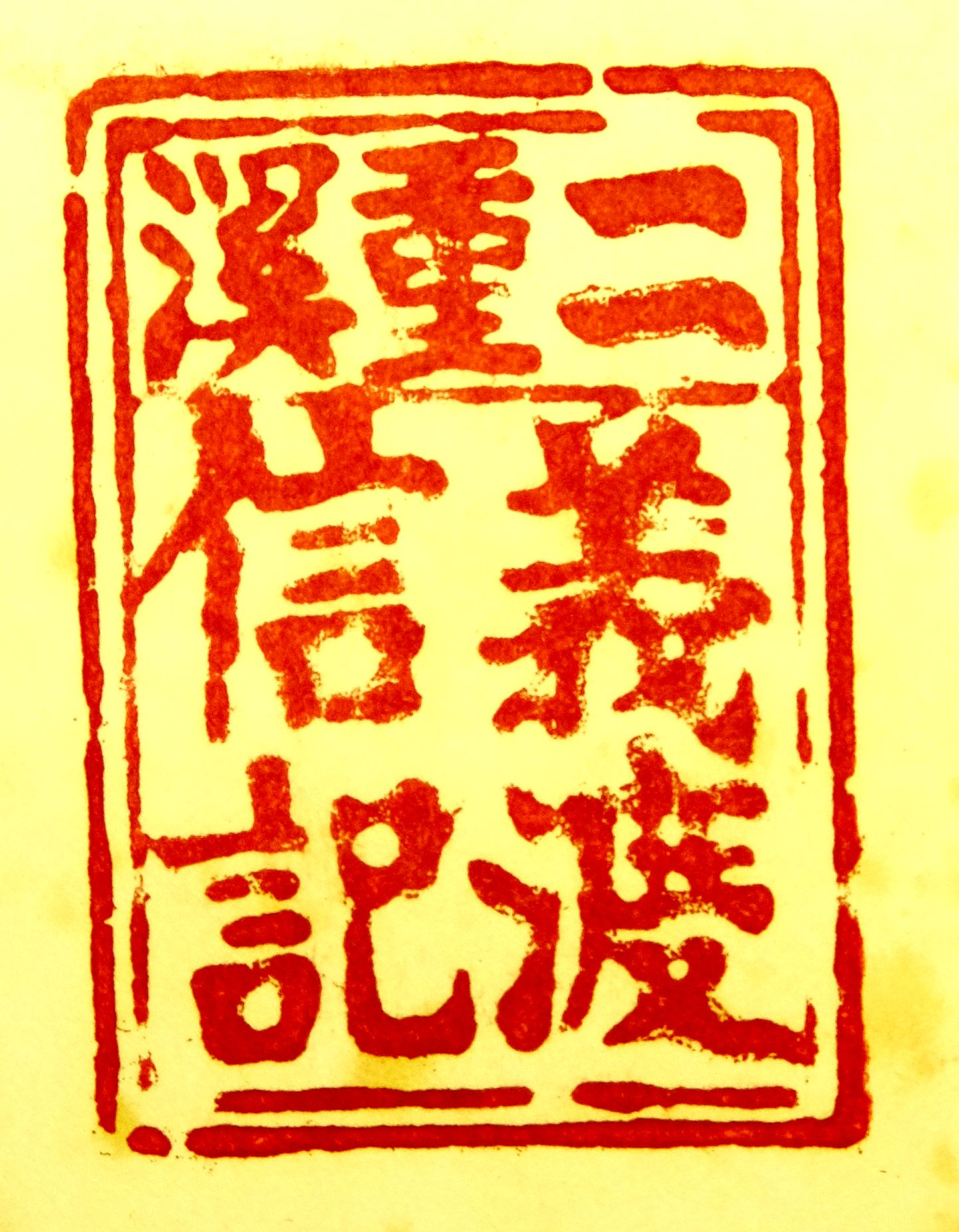
阿里港二重溪義渡信記

里港鄉舊稱「阿里港」。可能源自平埔族語。坊間亦傳聞清康熙年間，有一姓氏不詳而名阿里者，在下淡水溪畔販賣冰品。原為平埔族居住之地，荷蘭時期的「台灣番社戶口表」就有塔樓社的記載。康熙末葉後亦有平埔族武洛社人在此活動。漢人的開發則在康熙末年，總兵藍廷珍及其族弟藍鼎元奉命平定朱一貴事件後，其麾下數百名士兵卻不願離開。雍正七年(1729年)，藍鼎元長子藍雲錦率族返回阿里港從事開墾，後代成為著名的里港藍家。亦有藍仲觀、莊鄉生等人率族人來此開墾，因而逐漸形成聚落。根據伊能嘉矩的考據，阿里港街，在港西上里港的西部，清康熙五十年代閩人開之。武洛地區的開墾較早，最早於康熙三十五年即有客家移民進入開墾，成為東往大路關、北往美濃之基地。
雍正十一年設置阿里港汛。乾隆年間已有「阿里港街」之稱。乾隆六年時始建信仰中心里港雙慈宮。 乾隆五十一年厭惡滿清派來台官吏貪污腐化而爆發林爽文事件，其中的要角抗清英雄莊大田，就住在現今里港鄉里港大橋下東方的「篤加庄」。清代的阿里港成為附近農業鄉村貨物聚集點，利用下淡水溪航運便利，將貨物輸送到下游出海港東港
。乾隆二十九年（1764）刊行的《重修鳳山縣誌》所記載：縣丞署原在港西萬丹街，因阿里港街鄰近山豬毛社，故移之，乾隆二十六年，知縣王瑛曾奉文移建。
里港鄉史上曾發生多次重大閩粵械鬥，鄉內白志廟、紅廟皆因此而建。據雙慈宮石碑記載，里港地區原有粵民信仰三山國王廟。該廟於道光12年（1832年）閩粵械鬥後遭廢祀，改為福德正神，後再請回池府王爺鎮守，即今過江村代天府。此事件後，眾鄉紳原基於安全的理由而興建里港城，但於日治後期拆除。日治時期人類學家伊能嘉矩 ，於明治三十年（1897）10月17日抵達阿里港街。  在其《伊能嘉矩の臺灣踏查日記》中描述：「阿里港街市位於清代阿里港分營的故址，有城牆圍繞著，是道光乙未年（1835）築造的。現在有641戶，2220人， 居民多半是泉州人。」
里港被二重溪一分為二，昔日為一渡口。溪北地區在日治中期廢縣置廳時設為土庫區，溪南地區則為阿里港區，為阿緱廳阿里港支廳（該支廳範圍為今之里港、高樹、鹽埔、九如）所轄。1920年台灣地方改制，將土庫區與阿里港區合併，並易名為「里港」，設置「里港庄」，劃歸高雄州屏東郡管理。1927年至1938年，日本進行下淡水溪整治工程，改變溪南溪北的聚落分布。1930年代，日本政府在里港附近建立了兩個移民村，分別為常盤移民村與千歲移民村。戰後初期劃設為高雄縣屏東區里港鄉，1946年屏東市升格省轄市，屏東區署改遷至里港，隔年廢屏東區，改為縣直轄。1950年屏東縣成立，為其所轄至今。民國 50 年(1961年)，為安置滇緬游擊隊軍眷家屬，在溪北劃出信國一村及定遠三村，屬土庫村轄區。

### 聚落
里港鄉除了武洛為客家聚落，信國、定遠兩社區為雲南漢人與少數民族，其餘皆為河洛人。往昔古聚落如卓加、番仔寮、溝仔墘、中崙等地，現已無人居住。
溪南：
- 大平（以雙慈宮［主祀：天上聖母］為全里港主要之信仰中心。另有基督教長老教會於此設立）
- 鐵店（舊名"打鐵店庄"，以慈龍宮［主祀:天上聖母、副祀:五公菩薩、宋江爺］為信仰中心，其廟宇特色為：八卦旗大鼓陣）
- 福興 (以興隆宮［主祀：天上聖母］為信仰中心)
- 過江（以紫竹寺［主祀：觀世音菩薩］、代天府[主祀 : 五府千歲]、北極殿[主祀：玄天上帝]為信仰中心）
- 玉田（擁有里港最大區劃的村落，以鎮玉宮［主祀：劉公聖君］為信仰中心。另有基督教靈糧堂於此設立）
- 潮厝（以廣慈宮［主祀：天上聖母］、慈濟宮［主祀：保生大帝］為信仰中心）
- 茄苳（以慈德宮［主祀：觀音佛祖］為信仰中心）
- 塔樓 (以三坪祖師廟為信仰中心，鳳山八社之一的塔樓社)
- 武洛 (乾隆年間便出現在台灣輿圖上，鳳山八社之一的武洛社)
- 載興（舊名"磚仔地"大部份村民務農）

溪北：
- 中和（以代天府［主祀：范府千歲］為信仰中心，另稱五十戶，里港工業區所在地）
- 瀰力肚（以聖合宮［主祀：李府千歲］為信仰中心）
- 中萬甲（以慶濟宮［主祀：天上聖母］為信仰中心，名字得自古中崙庄之麻六甲、中崙及頭崙，另稱三張廍）
- 土庫（以福德祠雙慈宮為信仰中心）
- 北安（以福德祠為信仰中心，在土庫以北）
- 林仔頭（以清聖宮［主祀：觀音佛祖、清水祖師］為信仰中心）
- 信國（滇緬義軍於民國50年代遷入，屬於有眷軍官落腳處）
- 定遠（滇緬義軍於民國50年代遷入，屬於有眷士官居住處）
- 南興（又稱二十戶）

## 地理

阿里港：1898年日治二萬分之一台灣堡圖（中研院）

里港主要為荖濃溪與隘寮溪形成的沖積扇，隘寮溪的源流區位於屏東縣霧台鄉，是台灣南部的多雨中心，年平均雨量高達4500mm以上。由於水量豐沛，泥沙量大，形成屏東平原上最大的沖積扇。高屏溪舊稱下淡水溪，高屏溪主流荖濃溪，源流位於南投縣信義鄉南端，流經梅山、桃源、寶來、六龜，轉向南流至大津，納東側流入之濁口溪後，轉向西南流至里港，納東南方流入之隘寮溪，續流至嶺口與來自北方之旗山溪（楠梓仙溪）合流後，始稱高屏溪。
高屏溪流域內平均雨量每年達3046公厘，平均年逕流量高達84億5500萬立方公尺。平均年輸砂量是3561萬噸，每平方公里流域面積輸送10934噸，居全世界第11位。
里港鄉的平均氣溫為23.9 °C。 平均年降雨量為2398 mm。
由於每年11月至隔年5月為荖濃溪的枯水期，長年濫採砂石，再加上溪床枯竭揚塵席捲，沙塵暴已成里港鄉的另一特色。

### 地質
里港地區地質屬現代沖積層，含粗礫沈積帶與砂礫交互帶，有豐富的地下水，加上透水性高，早期此地區是河水時常氾濫的地方，遍布石礫。

### 氣候
里港地區夏季受西南季風迎風面，與冬天東北季風背風面之影響，終年氣候溫和但乾濕分明，月均溫都在攝氏18度以上。

### 人口
根據屏東縣里港戶政事務所統計，2024年底里港鄉戶數約8.5千戶，人口約2.5萬人，鄉內人口最多與最少的村分別是玉田村與瀰力村，2024年底兩村人口分別為4,137人與565人。
里港鄉人口多呈負成長，2011年至2013年時由於河川疏濬收入，實施國中小學費和營養午餐補助，並推出優惠的生育津貼，人口一度回升。2015年達到巔峰後，人口隨著福利失針而再度轉為負成長。

## 政治

### 歷任首長
日治時期阿里港街庄長
| 就任年 | 日本紀年     | 姓名       | 單位名稱           | 官職名 |
| 1898   | 明治三十一年 | 蘇長三     | 阿猴辨務署阿里港街庄 | 街長   |
| 1905   | 明治三十八年 | 蘇呈五     | 阿緱廳阿里港區     | 街長   |
| 1920   | 大正九年     | 藍高全     | 屏東郡役所里港     | 長     |
| 1932   | 昭和七年     | 立野圓治   | 屏東郡役所里港     | 長     |
| 1940   | 昭和十五年   | 菊山計次郎 | 屏東郡役所里港     | 長     |

終戰後里港鄉長
- 第一、二、三屆陳文章
- 第四、五屆吳天來
- 第六屆藍家芳
- 第七、八屆朱秋湶
- 第九、十屆曾迺瑞
- 第十一、十二屆林豐精
- 第十三屆蘇永利
- 第十四屆丁煙柱
- 第十五、十六屆盧文瑞
- 第十七屆張有權（解職）
- 第十七屆林秀琴（補選）
- 第十八、十九屆徐國銘

### 鄉政組織

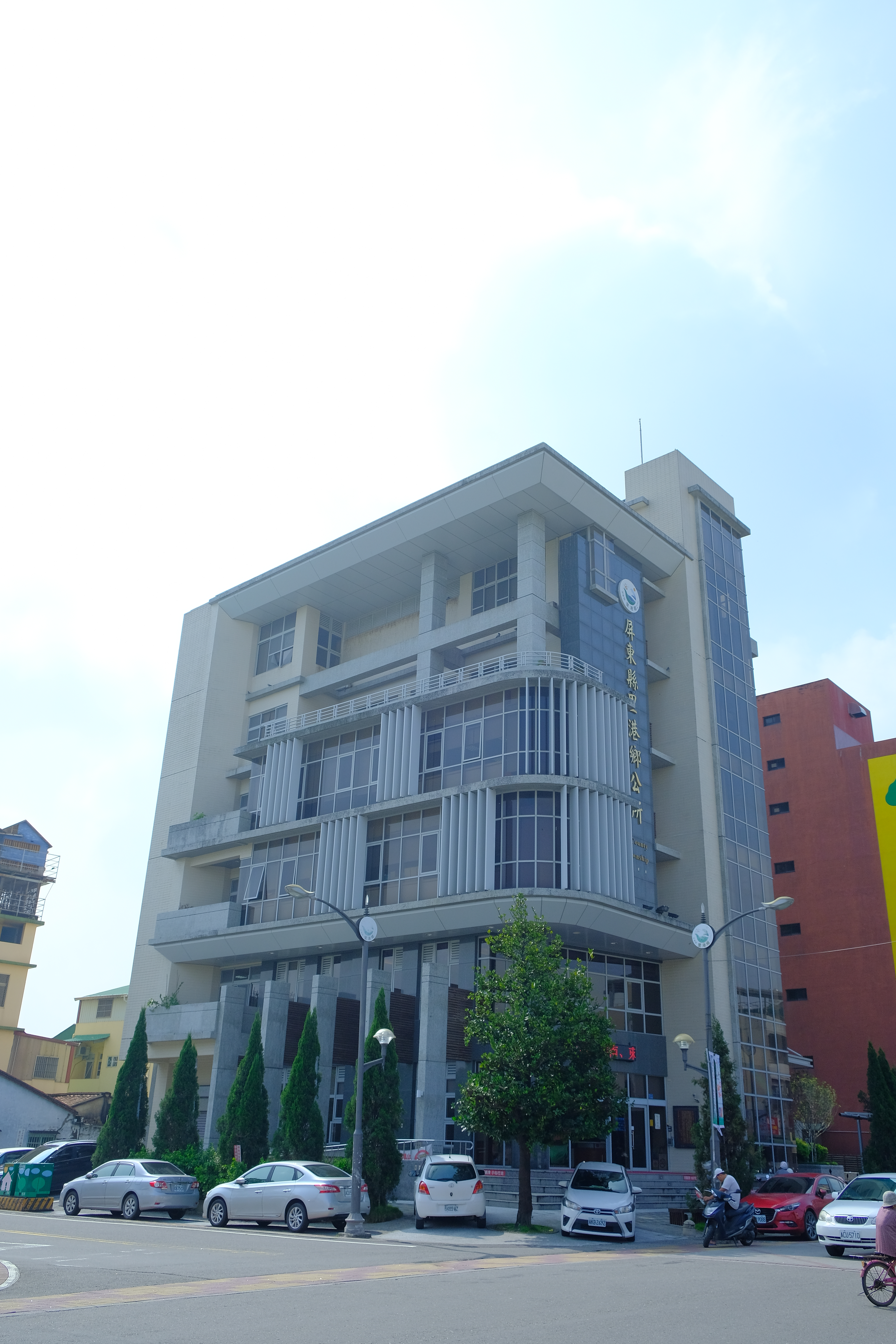
里港鄉公所

里港鄉公所是里港鄉最高層級的地方行政機關，在中華民國政府架構中為鄉自治的行政機關，同時負責執行縣政府及中央機關委辦事項。里港鄉的自治監督機關為屏東縣政府。鄉長由全體鄉民直接選舉產生，任期為四年，可連選連任一次。里港鄉公所並置鄉政會議，為鄉政最高決策機構，在鄉長之下，設有5課3室等8個內部單位及5個附屬機關。
里港鄉民代表會是里港鄉的最高民意機關，代表里港鄉全體鄉民立法和監察鄉政。鄉民代表由公民直選選出，任期為四年，可連選連任。里港鄉民代表會共有11位鄉民代表，分別為第一選區3席鄉民代表、第二選區3席鄉民代表、第三選區3席鄉民代表、第四選區2席鄉民代表，主席、副主席由11位鄉民代表互選產生。

### 行政區
現今里港鄉行政範圍的確立，來自於1920年，日本將臺灣十二廳改為五州二廳，設里港庄屬高雄州屏東郡:215。里港庄轄里港、塔樓、瀰力社、三張廍、武洛、土庫、中崙等7個大字。1946年1月16日，改為「里港鄉」，屬高雄縣屏東區。1950年，調整行政區域，里港鄉改隸新成立的屏東縣:217。
里港鄉共轄14村，其行政區域分布情形為：
| 次分區 | 村名   | 村名   | 村名   | 村名   | 村名   | 村名   | 村名   | 村名   | 村名   | 村名   |
| ------ | ------ | ------ | ------ | ------ | ------ | ------ | ------ | ------ | ------ | ------ |
| 溪北區 | 土庫村 | 三廍村 | 中和村 | 瀰力村 |        |        |        |        |        |        |
| 溪南區 | 玉田村 | 大平村 | 永春村 | 春林村 | 過江村 | 潮厝村 | 塔樓村 | 鐵店村 | 茄苳村 | 載興村 |

| 里港鄉行政區劃 |
|                |

## 公共服務

### 警政治安
- 屏東縣警察局港分局 （页面存档备份，存于）
  - 大平派出所
  - 三和派出所

### 消防
- 屏東縣政府消防局第一大隊
  - 里港分隊

## 文化資產與歷史建築

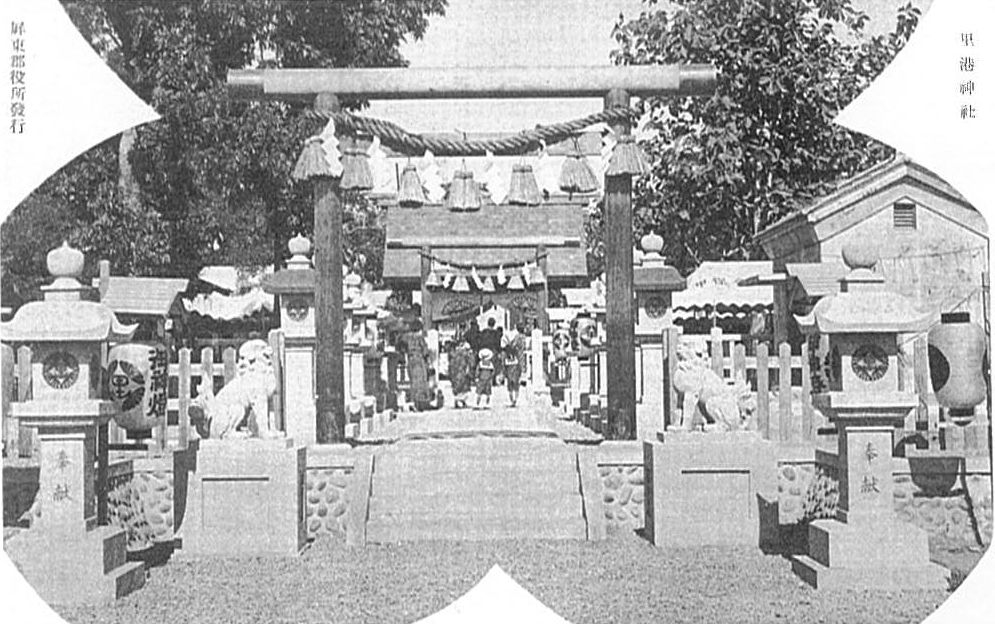
里港神社

### 文化資產
- 阿里港雙慈宮暨境內各廟宇聯合遶境出巡（四年一科）
- 阿里港國際馬拉松(2011-2014)（每屆報名人數全部滿額，儼然已成為國內外知名的運動賽事）
- 阿里港跨年晚會（堪稱全屏東縣最具規模）

### 歷史建築

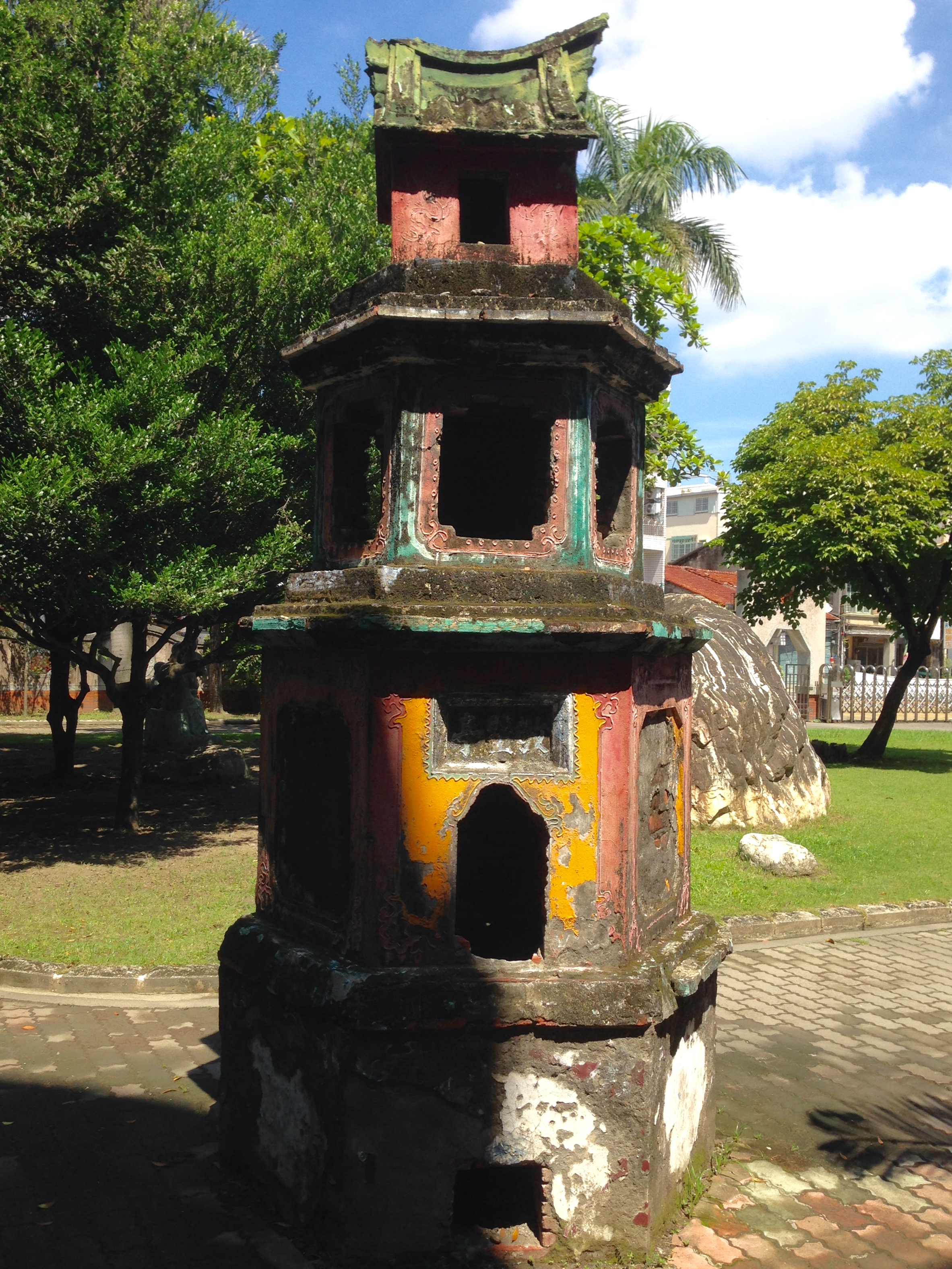
敬聖亭

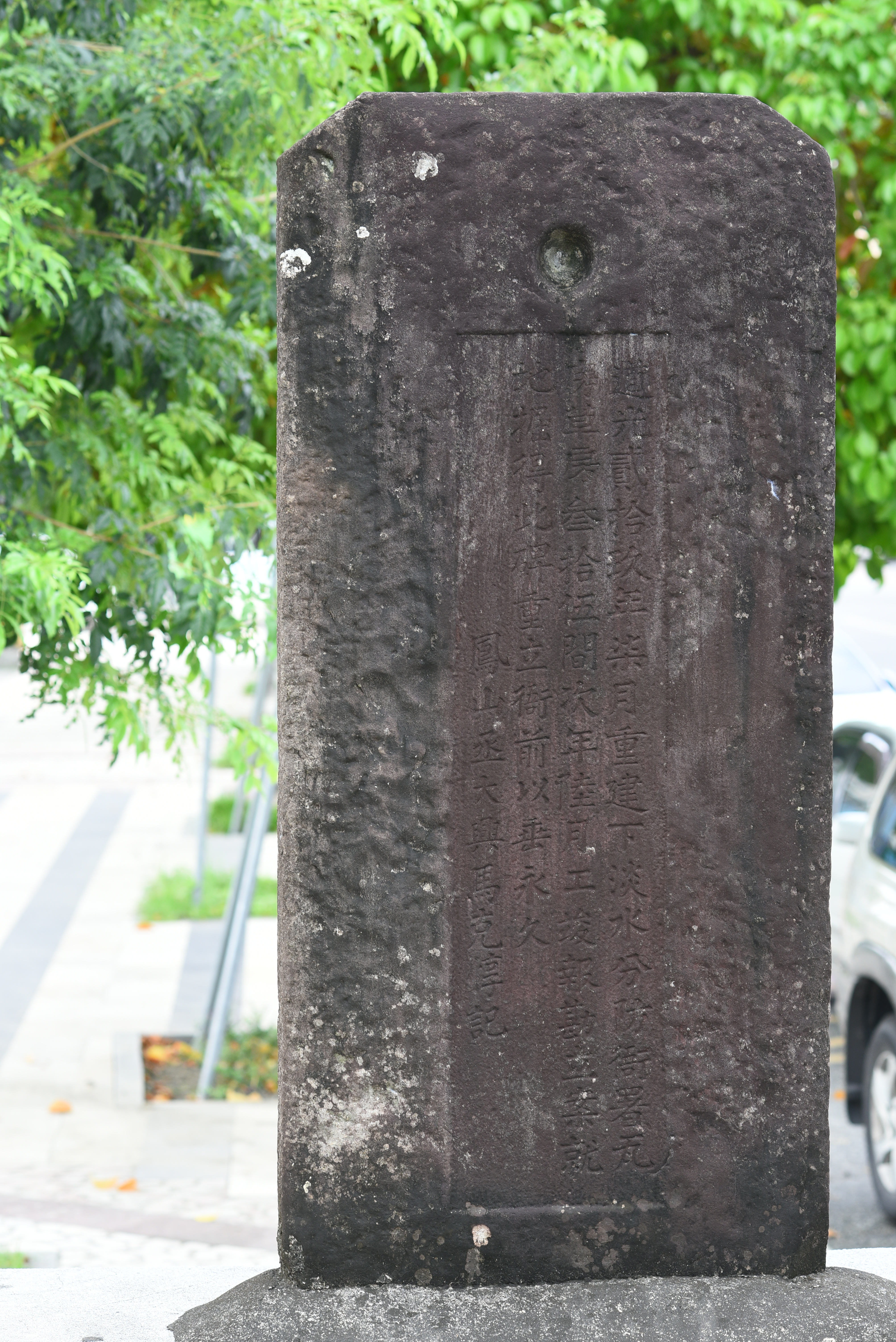
呂岳德政碑

- 里港鄉敬聖亭[18]

位於里港國小內古老的文化爐（敬字亭，或稱敬聖亭），據鄉志記載1877年建雪峰書院，敬字亭或許同時建立，但原本位置並非於現址。雪峰書院為里港孔廟附設書院，於日治時期改為里港公學校，後毀於大火，敬字亭為唯一遺跡。
- 里港雙慈宮

建築年份普遍認為於乾隆六年（1741年），主祀天上聖母。為里港地區之大廟。
- 藍家古厝

里港藍家開台一世祖藍雲錦所建，建基於清康熙末年雍正初年之間（約1723年）。
- 里港教會

李庥牧師1869年建立長老基督教會阿里港教會。1872年馬偕牧師自打狗(高雄)上岸後，立刻至阿里港拜訪李庥牧師。為屏北地區傳教之主要基地。
- 呂岳德政碑

乾隆五十年立，刻有甘棠遺愛，紀念阿里港分縣呂岳德。基座有里港城北門與南門門額。
- 陳氏宗祠

原為咸豐年間來台之漳州陳氏家廟，後有客家饒平陳姓加入，成為台灣五大陳氏宗祠之一。主祀舜帝重華與各陳氏先祖，每年冬至之時舉行祭祖大典。在二戰前，舜帝殿則是里港的漢學學堂，為村里人家學習漢文之處。
- 蔡家古厝

建於1903年，三年後完工，由蔡家開台四世祖蔡糞主持。惟2020年時遭受破壞，僅留正身。
- 韓哲卿宅

昭和四年（1929年）落成，為里港地區第一座民間建造的西式洋樓，為地方仕紳韓哲卿之居所，題有「源美」兩字，造型古典雅緻。

## 教育

### 國民中學
- 屏東縣立里港國民中學

### 國民小學
- 屏東縣里港鄉里港國民小學
- 屏東縣里港鄉土庫國民小學
- 屏東縣里港鄉土庫國民小學信國分校（已廢校）
- 屏東縣里港鄉載興國民小學 （页面存档备份，存于）
- 屏東縣里港鄉三和國民小學 （页面存档备份，存于）
- 屏東縣里港鄉玉田國民小學 （页面存档备份，存于）
- 屏東縣里港鄉塔樓國民小學 （页面存档备份，存于）

### 幼兒園
- 里港鄉立幼兒園

### 育幼院
- 信望愛育幼院

### 圖書館
- 里港鄉立圖書館

## 交通

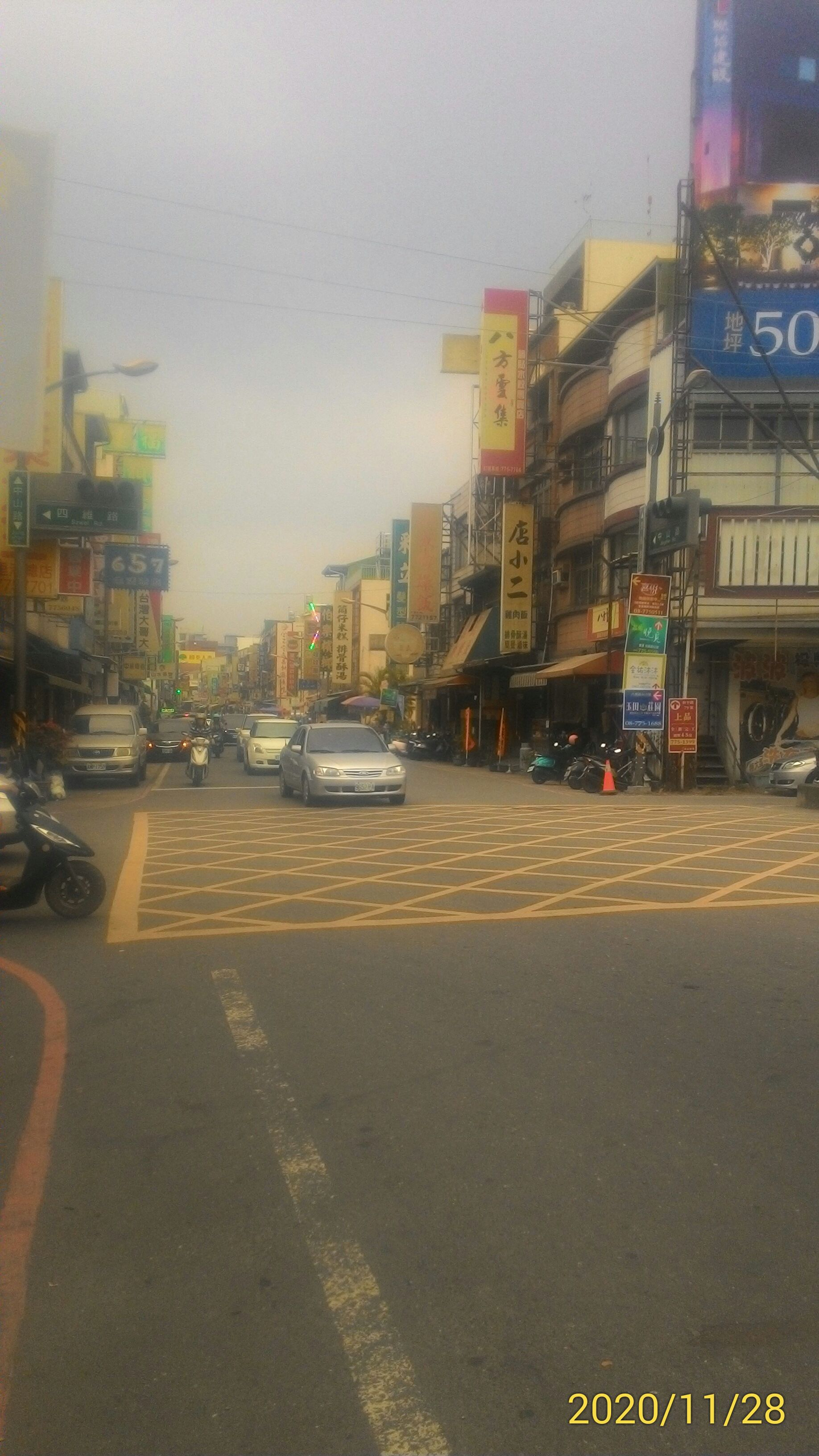
里港市街(中山路)

### 公路
國道
- 福爾摩沙高速公路
  - 九如交流道（391k，雖位於九如鄉，但亦可前往本鄉）
- 高雄支線
  - 里港交流道（25k，接里港砂石車專用道）

省道
- 台3線
- 台22線

鄉道
- 屏9線
- 屏10線
- 屏13線
- 屏14線
- 屏17線
- 屏18線
- 屏22線

其他道路
- 里港砂石車專用道

### 客運
- 屏東客運里港站
- 高雄客運里港站（至旗山）

## 觀光景點

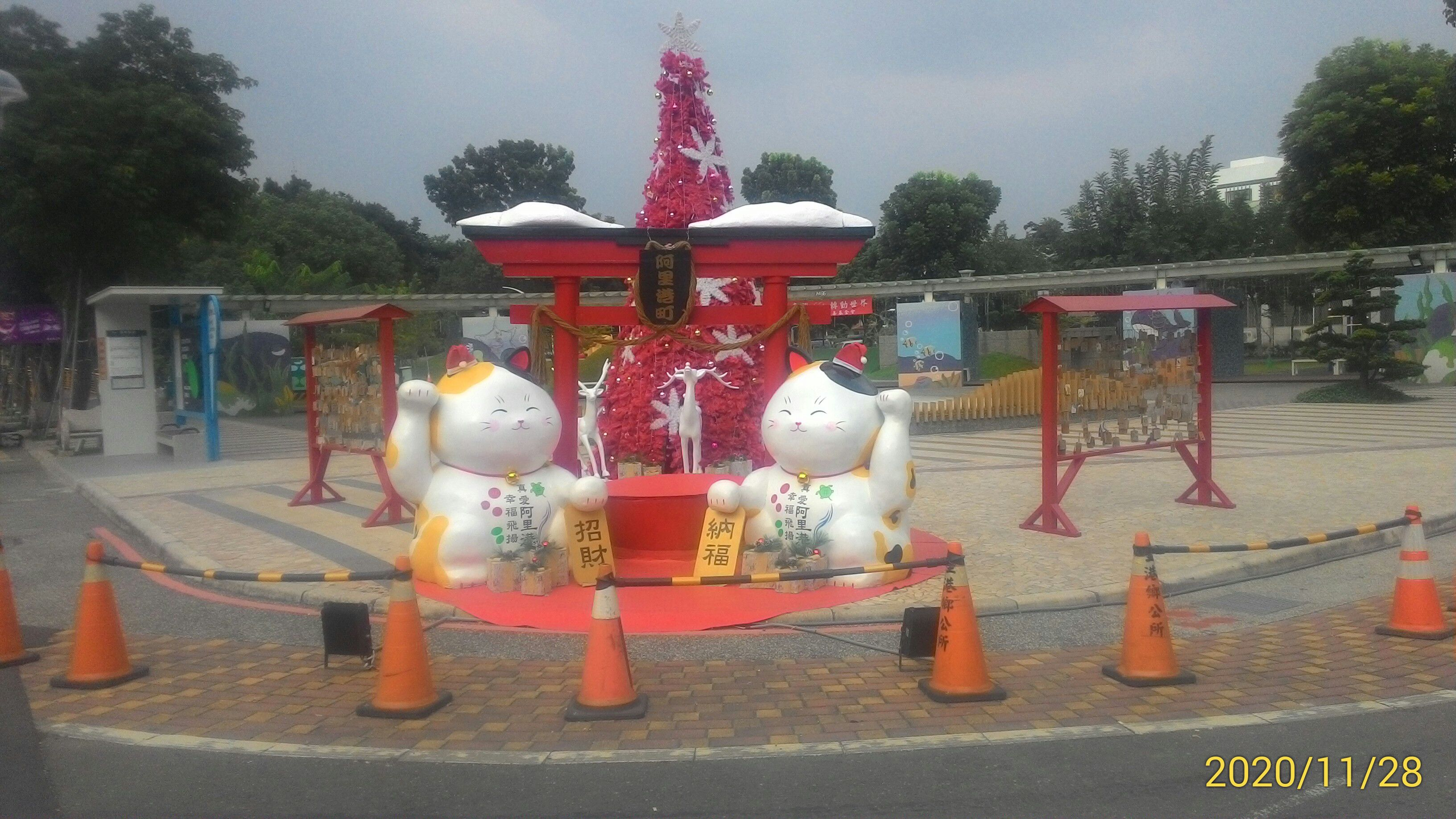
阿里港公園

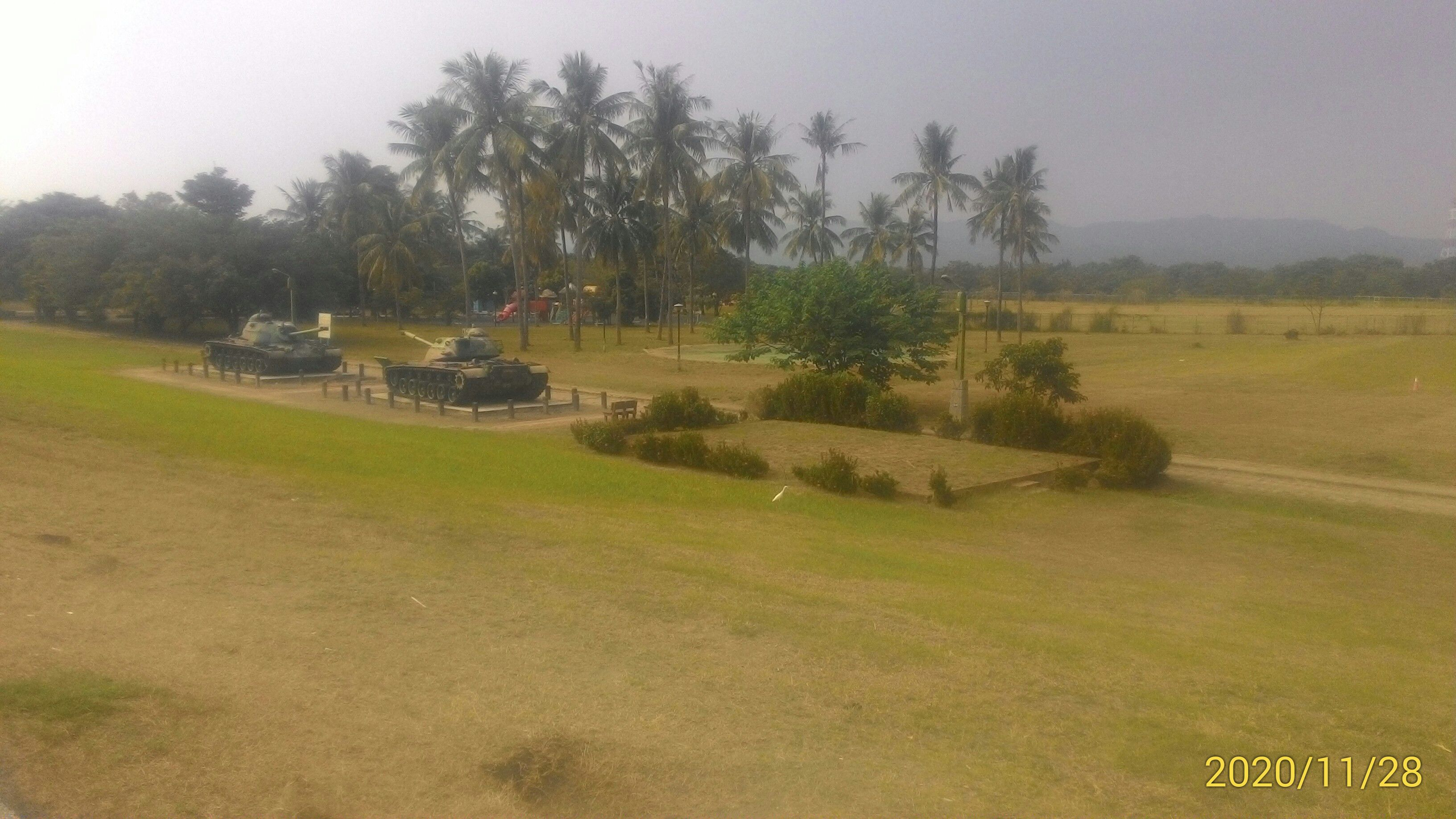
里港河濱公園

- 阿里港公園
- 過江河堤公園
- 朧祥河濱公園
- 里港河濱公園
- 里港雙慈宮：創建於1741年
- 塔樓三坪祖師廟：創建於1810年
- 慎修寺：創建於1888年
- 白廟：全稱過江白志公廟
- 紅廟：位於里港鄉過江村的有應公廟
- 藍家古厝
- 雪峰書院
- 載興堤防公園
- 花堤乳香
- 丁家古厝
- 里港茄苳尊王
- 高屏溪斜張橋
- 蔡家古厝
- 陳氏宗祠
- 薰之園 （页面存档备份，存于）
- 里港小鎮（咖啡館）
- 阿里港觀光夜市
- 大茉莉休閒農場
- 武洛公園(里港唯一的客家聚落)

## 特產
- 蓮霧
- 西瓜
- 香蕉
- 木瓜
- 四季豆
- 里港扁食
- 楊桃
- 黃瓜
- 檸檬於載興設有產銷中心。
- 印度棗
- 檳榔
- 荔枝

## 美食

里港鄉趙壽山餛飩豬腳總店

- 餛飩(扁食)
- 豬腳
- 滇緬料理
- 客家菜

## 外部連結
- 官方网站
- 里港國小百年歷史 （页面存档备份，存于）
- 阿達碼, 隱野民居-里港藍家古厝
- OpenStreetMap上有關里港鄉的地理